# إلينا ليف
إلينا ليف (بالروسية: Елена Лев)‏ هي لاعبة سيرك ‏ روسية، ولدت في 1 ديسمبر 1981 في 1981.

## وصلات خارجية
- إلينا ليف على موقع IMDb (الإنجليزية)